# 한스 헤드토프트
한스 헤드토프트 한센(덴마크어: Hans Hedtoft Hansen, 1903년 4월 21일~1955년 1월 29일)은 덴마크의 정치인이다. 소속 정당은 사회민주당이다.
1939년부터 1955년까지 사회민주당 대표를 역임했으며 1947년 11월 13일부터 1950년 10월 30일까지, 1953년 9월 30일부터 1955년 1월 29일까지 제35대, 37대 덴마크의 총리를 역임했다. 1953년에는 북유럽 이사회 초대 의장을 역임했다.
1955년 스웨덴 스톡홀름에서 열린 북유럽 이사회 협의에 참석해 있던 중 애디슨병으로 51세의 나이에 사망했다.